# Gangalando Bertucci di Guiglia
 (juin 2019).
Si vous disposez d'ouvrages ou d'articles de référence ou si vous connaissez des sites web de qualité traitant du thème abordé ici, merci de compléter l'article en donnant les références utiles à sa vérifiabilité et en les liant à la section « Notes et références ».
Gangalando Bertucci di Guiglia (mort en 1327) était un soldat italien.

## Biographie
Gangalando Bertucci di Guiglia s'est enfui de Bologne dont il était originaire car il était gibelin. Après s'être installé à Guiglia, il a rassemblé et armé un millier de cavaliers à ses propres frais. Il remporta la bataille contre les cavaliers lors de la bataille de Zappolino mais ces hommes, au lieu de continuer à entrer dans Bologne malgré ces ordres, commencèrent à jouer. Il fut capturé par les bolognais en 1327 et pendu.